# 印度人航空
印度人航空（Indian Airlines，又譯為印度國內航空）是印度一家已结业的印度航空公司，以德里作为总部。终止营运前主要专注于印度国内航线以及少数通往亚洲邻国、中东和东南亚国家的国际航线。
2005年12月10日，该航空公司易名为为“印度人航空”以作为一个重塑形象和准备首次公开募股（IPO）计划的广告目的。联盟航空是印度人航空公司的子公司。
2007年，印度政府宣布将印度人航空与印度航空合并。2011年2月26日新公司以印度航空的名义运营，“印度人航空”的品牌走入历史。

## 歷史

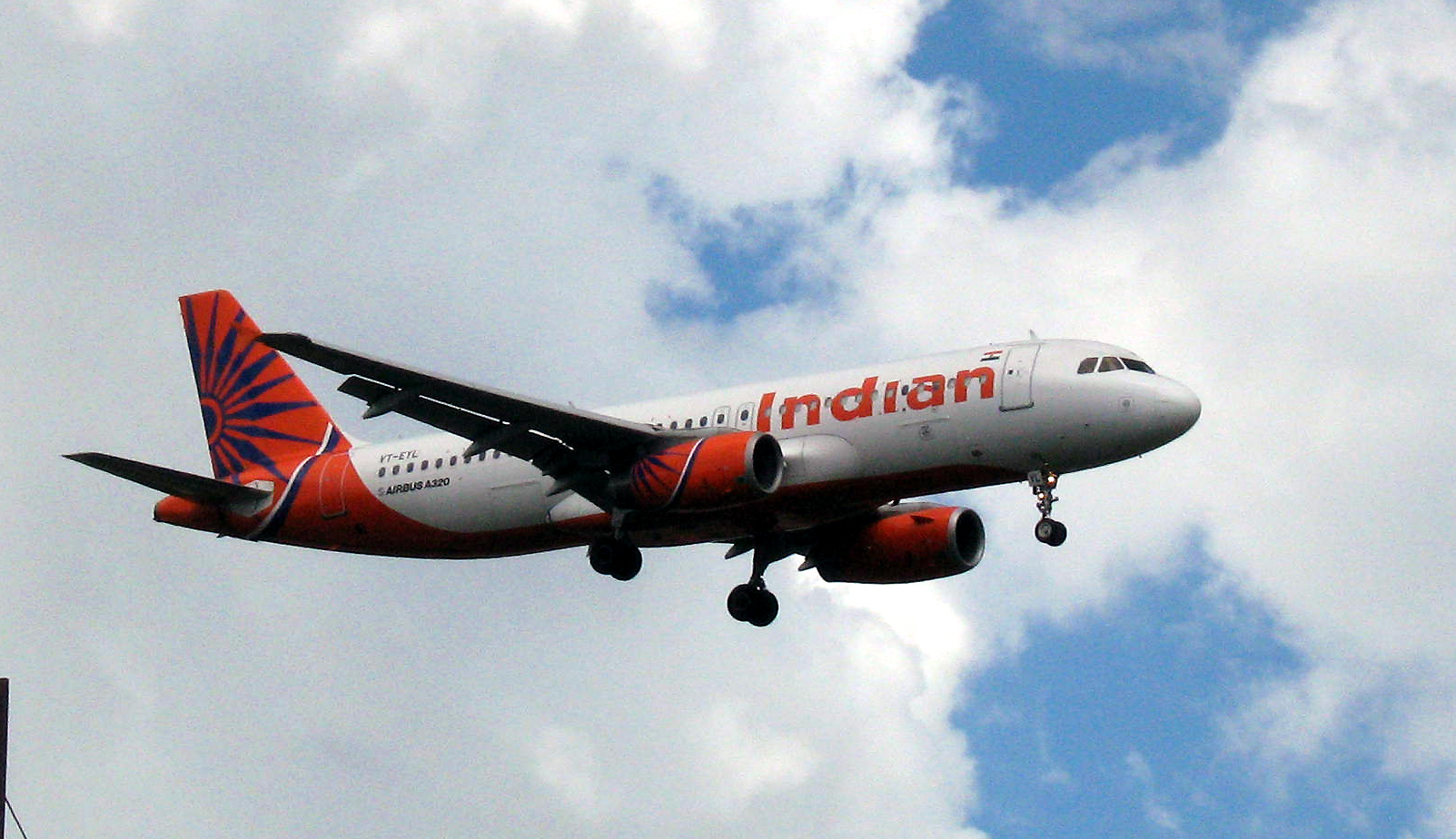
空中巴士A320-200

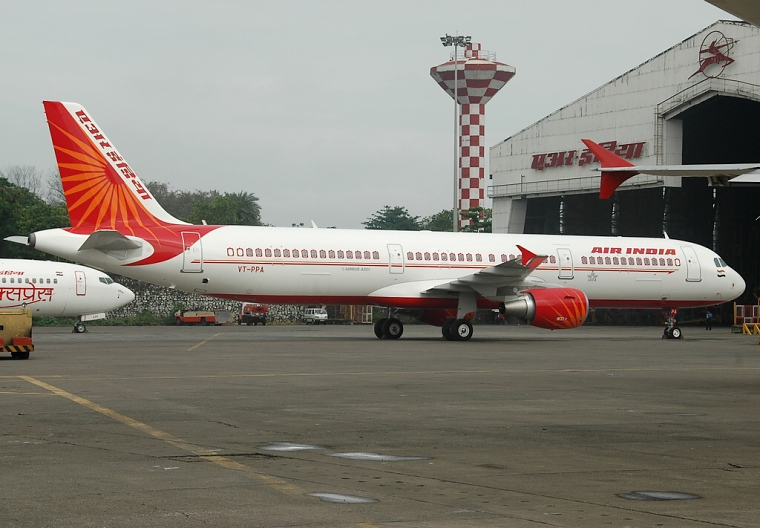
空中巴士A321-200

印度人航空於1953年根據航空公司法成立，起始資金為3200萬印度盧比，於1953年8月1日開始營運。該法案旨在國有化印度整個航空業，合併七間原本私有的國內航空公司：德干航空公司、印度航空公司（Airways India）、巴拉特航空公司、喜馬拉雅航空、卡林加航空公司、印度國家航空和印度民用航空服務，組成印度人航空，擁有99架飛機的機隊，包括74架道格拉斯DC-3、12架威格士海盜、3架道格拉斯DC-4和其他小型飛機。
1957年引進維克斯子爵，1961年引進福克F27。1960年代，由印度斯坦航空科技製造的霍克西德利協748加入機隊。
隨着1964年引進法國南部飛機公司所製造的卡拉維爾客機（Sud Aviation Caravell），印航進入噴氣機時代。其後1970年代初波音737-200加入機隊飛機在。1976年4月，首次引入三架空中客車A300寬體客機。到1990年，印航引入空中客車A320-200。
印度政府在90年代初推動經濟自由化進程，印航對國內航空運輸行業的主導地位因而終結。印度人航空面臨著其他公司的激烈競爭，如捷達航空、撒哈拉航空（現JetLite）、東西部航空公司等。截至2005年，印度人航空公司是繼捷達航空的第二大印度國內航空公司。
2007年，印度政府宣布将印度航空和印度人航空公司合并。然而，在公众视野中，“印度人航空”品牌被替换为“印度航空公司”品牌，但是“IATA”和“ICAO”的代码以及呼号“INDAIR”仍在国内航班和由空中客车A320家族飞机运营的国际航班上使用，直到2011年2月26日，印度航空公司停止使用自己的品牌和代码，完成与印度航空的合并。

## 空難
- 印度人航空171號班機空難
- 印度人航空440號班機空難
- 印度人航空113號班機空難
- 印度人航空605號班機空難
- 印度人航空257號班機空難
- 印度人航空491號班機空難
- 印度人航空814號班機空難

## 連接
- 印度人航空 （页面存档备份，存于） (Archive)
- Indian Airlines (Archive) - earlier material